# Mauke
Mauke (också känd som Akatokamanava) är en av Cooköarna och ligger ungefär 50 km sydöst om Mitiaro. Ön har en omkrets på 18 km mot Rarotongas 32 km. Runt ön går ett fält med förstenad korall (makatea). Lagunen är väldigt kort så man kan få en bra översikt av de massiva vågorna som slår in i revet. Det finns inga asfalterade vägar utan liknar huvudön Rarotonga som den var på 1950-talet innan turisterna började komma. Som på Aitutaki så är hundar förbjudna på ön.
Det finns få boenden för turister på ön. Detsamma gäller även restauranger caféer men vanligtvis kan man äta på stället där man bor.
Air Rarotonga har två flygningar till ön per vecka. Man kan också ta fraktbåtarna som avgår en gång i månaden från Avarua på Rarotonga.